# Scuola di Chicago (sociologia)
La scuola dell'ecologia sociale urbana, meglio nota come scuola di Chicago, è stata la prima scuola di sociologia urbana negli Stati Uniti d'America. Essa comprende un ampio numero di studiosi che operarono a Chicago nei primi tre decenni del XX secolo.

## Storia
La nascita ufficiale della scuola risale al 1914, quando Robert Park si insediò nel Dipartimento di sociologia dell'università.
Oltre a Park, la scuola ebbe tra i suoi maggiori esponenti  Albion W. Small e altri studiosi tra cui Ernest W. Burgess e Roderick D. McKenzie.
Essa affrontò per la prima volta uno studio sistematico della città dal punto di vista sociologico attraverso uno studio empirico della società urbana.
Alla scuola di Chicago si possono aggregare anche altri sociologi successivi, i quali per interessi e metodi appaiono appartenenti allo stesso filone.
Park, studiando la diversa incidenza di fenomeni come la devianza, la criminalità, il divorzio, il suicidio nelle aree urbane ed in quelle rurali, dimostrò che i rapporti sociali e culturali sono strettamente condizionati dall'ambiente di appartenenza.
Dagli anni venti fino agli anni trenta, la sociologia urbana fu prevalentemente sinonimo del lavoro della scuola di Chicago.
Grazie alla scuola di Chicago la sociologia si propone come uno strumento utile all'amministratore pubblico al fine di governare meglio evoluzioni, tensioni e sacche di arretratezza all'interno della società. 
Dalla metà del XX secolo i sociologi hanno sollevato una serie di critiche sul suo approccio, compresa la nuova sociologia urbana, che enfatizza la dimensione politica. I punti di vista dibattuti dalla scuola di Los Angeles sull'urbanesimo postmoderno e il suo insegnamento accademico costituiscono uno sforzo cosciente di staccarsi dalla scuola di Chicago, ad esempio con il saggio Città di quarzo di Mike Davis.

## Principali esponenti
- Albion W. Small (1854-1926), fondatore del primo dipartimento di sociologia degli USA (1892)
- Robert E. Park (1864-1944)
- Ernest W. Burgess (1886-1966)
- Roderick D. McKenzie (1885-1940)
- Louis Wirth (1897-1952)
- William Thomas (1863-1947)
- Florian Znaniecki (1882-1958)
- Everett Hughes (1897-1983)
- Nels Anderson (1889-1986)
- Edwin H. Sutherland (1883-1950) si inserisce nel filone più maturo della Scuola di Chicago.